# Pidder Auberger
Pidder Auberger (* 1946 in Dinslaken-Lohberg; eigentlich Johann Peter Auberger; † 2012 in Burbach/Westerwald) war ein deutscher bildender Künstler und Fotograf.

## Leben und Wirken
Nach dem Abitur 1967 am Collegium Augustinianum Gaesdonck in Goch studierte Auberger von 1970 bis 1975 an der Staatlichen Kunstakademie Düsseldorf bei Peter Brüning und Gerhard Richter. Er war als freier Künstler tätig und lebte in Düsseldorf und im Westerwald. Ursprünglich von der Malerei und Zeichnung kommend, begann Auberger in den 1970er-Jahren mit fotografischen Techniken zu arbeiten. Mithilfe chemischer Eingriffe, zeichnerischer Zusätze und Holzschnitttechniken überwand er schließlich die Grenzen des rein reproduzierenden Mediums. In den 1980er-Jahren verband Auberger Fotografie und Grafik als Cliché verre (Glasklischeedruck); es entstanden abstrakte, zum Teil absurd komisch oder surrealistisch anmutende Bildwelten. Anschließend beschäftigte er sich intensiv mit dem Holzschnitt; er schuf abstrakte Grafiken mit geometrischen Grundformen wie Gerade, Diagonale, Kreis und Quadrat.
Seit 1977 wurden Werke Aubergers in zahlreichen Einzel- und Gruppenausstellungen im In- und Ausland gezeigt. Viel beachtet war die Ausstellung Pidder Auberger – Fotografien und Holzschnitte im Essener Museum Folkwang im Frühjahr 2011.
Ein Nachruf auf den Künstler von Herbert Molderings wurde in den „Gaesdoncker Blättern“ 2011/12 veröffentlicht.
Pidder Auberger hinterließ bereits 2011 einen Teil seines künstlerischen Werks dem Künstler:innenarchiv der Stiftung Kunstfonds, darunter Holzschnitte, Fotografien und Cliches verres. 2022 übergab seine Witwe Cécile Bauer weitere Werke und Ephemera, darunter Publikationen und zahlreiche von Auberger verfasste Texte, in denen er seine Arbeit reflektierte und Alltagsanekdoten festhielt.
Charakteristisch für Aubergers Werk ist ein experimenteller Umgang über die Grenzen einzelner Medien hinweg, die er auf unkonventionelle Weise erweiterte und miteinander verband.

## Ausstellungen (Auswahl)
- 2024 Galerie Parotta, Köln/Bonn
- 2022	Editionen und frühe Holzschnitte, Galerie Haus Schlangeneck
- 2022  woodcuts & photography, Parrotta Contemporary Art
- 2021	"Les Fleur du Mal", Parrotta Contemporary Art
- 2019	Editionen in der Galerie Haus Schlangeneck, Galerie Haus Schlangeneck
- 2017/2018	Holzschnitte, Galerie Haus Schlangeneck
- 2017 Museum Insel Hombroich
- 2017  Museum Kunstarchiv, Kaiserswerth
- 2017 Kunstprojekte Daniela & Cora Holz, Wien
- 2016	eyes on, Wien
- 2016 Galerie Haus Schlangeneck
- 2015	Photo Weekend Düsseldorf
- 2012	"Aquarelle", Galerie Haus Schlangeneck
- 2012 Museum Kunstarchiv, Kaiserswerth
- 2011	Museum Folkwang, Essen
- 2009	Arp Museum Bahnhof Rolandseck
- 2008	Städtische Galerie Villa Zanders, Bergisch Gladbach
- 2007	Museum Kunstpalast, Düsseldorf
- 2006	Galerie Helmut Doll, Euskirchen
- 2006 Museum der Stadt Ratingen
  - Städtische Galerie Villa Zanders, Bergisch Gladbach
- 2003	Galerie Helmut Doll, Euskirchen
- 2003 Leopold-Hoesch-Museum, Düren
- 2003 Museum Folkwang, Essen
- 2003 Galerie M + R Fricke, Düsseldorf
- 2002	Galerie Cora Hölzl, Düsseldorf
- 2002 Galerie Helmut Doll, Euskirchen
- 1999	Kunstverein für die Rheinlande und Westfalen, Düsseldorf
- 1999 Bahnhof Rolandseck
- 1999 Kunstverein Schloß Plön
- 1998	Kulturforum Alte Post, Neuss
- 1997	Kunstverein Göttingen
- 1997 Westfälischer Kunstverein, Münster
- 1997 Kunstverein für die Rheinland und Westfalen, Düsseldorf
- 1996	Goethe-Institut, Atlanta USA
- 1994Lippische Gesellschaft für Kunst e.V., Detmold
- 1994 Museum of New Mexico, Santa Fé
- 1992	Griffelkunst-Vereinigung, Hamburg
- 1992 Galerie Kunst + Raum, Hannover
- 1991	Galerie Spieker, Viersen-Dülken
- 1990	Kunstverein Gifhorn
- 1989	Galerie Brigitte und Udo Seinsoth, Bremen
- 1989 Galerie Ursula Ehrhardt, Nürnberg
- 1989 Bahnhof Rolandseck
- 1989 Margarete Roeder Gallery, New York
- 1988	Galerie Cora Hölzl, Düsseldorf
- 1987	Gallery Shimada, Yamaguchi Japan
- 1986	Galerie Cora Hölzl, Düsseldorf
- 1986 TORCH, Amsterdam
- 1986 De Zaak, Groningen
- 1986 Galerie Bob Gysin, Zürich
- 1986 San Francisco Museum of Modern Art
- 1985	Galerie Annette Gmeiner, Kirchzarten
- 1985 Galerie Shimada, Yamaguchi
- 1985 Galerie M + R Fricke, Düsseldorf
- 1985 Kunsthalle Düsseldorf
- 1984	Galerie Hubert Winter, Wien
- 1983	Galerie Andata/Ritorno, Genf
- 1982	Galerie M + R Fricke, Düsseldorf
- 1979	Galerie Marzona, Düsseldorf
- 1977	Westfälischer Kunstverein, Münster